# Bassem Amin
Bassem Amin (nascut el 9 de setembre de 1988), és un jugador d'escacs egipci, que té el títol de Gran Mestre des de 2006, i és un dels únics tres GMs del país.
A la llista d'Elo de la FIDE del setembre de 2015, hi tenia un Elo de 2636 punts, cosa que en feia el jugador número 1 (en actiu) d'Egipte, el número 1 del continent africà, i el número 128 del rànquing mundial. El seu màxim Elo va ser de 2665 punts, a la llista de gener de 2014 (posició 85 al rànquing mundial).

## Resultats destacats en competició
Els anys 2005 i 2006 es proclamà campió àrab.
El 2007, empatà al primer lloc amb Aixot Anastassian al Festival d'escacs d'Abu Dhabi.
Va participar en la Copa del món d'escacs de 2009, però fou eliminat per Vladímir Malakhov a la primera ronda.
El 2009 es proclamà campió de l'Àfrica, un títol que repetiria posteriorment el 2013, i el 2015 per tercer cop.
L'agost del 2016 fou subcampió del Festival d'escacs d'Abu Dhabi amb 7 de 9, els mateixos punts que Baskaran Adhiban però amb pitjor desempat (el campió fou Dmitri Andreikin).

### Participació en olimpíades d'escacs
Amin ha participat, representant Egípcia, en quatre Olimpíades d'escacs entre els anys 2008 i 2014 (dos cops com a 1r tauler), amb un resultat de (+24 =11 –7), per un 70,2% de la puntuació. El seu millor resultat el va fer a l'Olimpíada del 2010 en puntuar 8½ de 10 (+7 =3 -0), amb el 85,0% de la puntuació, amb una performance de 2719.